# Sveti Filip i Jakov
Sveti Filip i Jakov – wieś w Chorwacji, w żupanii zadarskiej, siedziba gminy Sveti Filip i Jakov. W 2011 roku liczyła 1667 mieszkańców.